# Puchar Europy w Wielobojach 1987
8. Puchar Europy w wielobojach – zawody lekkoatletyczne zorganizowanych przez European Athletic Association 4 i 5 lipca 1987 roku w trzech europejskich miastach.

## Finał A
Zawody finału A dla mężczyzn odbyły się na stadionie w szwajcarskiej Bazylei, a dla kobiet w Arles na terenie Francji.

### Mężczyźni
| Pozycja | Reprezentacja   | Wynik (pkt) |
| ------- | --------------- | ----------- |
| 1       | NRD             | 24852       |
| 2       | ZSRR            | 24307       |
| 3       | Szwajcaria      | 23537       |
| 4       | Polska          | 22700       |
| 5       | RFN             | 22482       |
| 6       | Wielka Brytania | 22070       |
| 7       | Norwegia        | 21518       |
| 8       | Bułgaria        | 20717       |

### Kobiety
| Pozycja | Reprezentacja   | Wynik (pkt) |
| ------- | --------------- | ----------- |
| 1       | ZSRR            | 19289       |
| 2       | Francja         | 18477       |
| 3       | Czechosłowacja  | 17879       |
| 4       | Holandia        | 17774       |
| 5       | RFN             | 17636       |
| 6       | Wielka Brytania | 17441       |
| 7       | Bułgaria        | 16581       |
| 8       | NRD             | dnf         |

## Finał B
Zawody finału B dla kobiet odbyły się na stadionie w szwajcarskiej Bazylei, a dla mężczyzn w Arles na terenie Francji.

### Mężczyźni
| Pozycja | Reprezentacja  | Wynik (pkt) |
| ------- | -------------- | ----------- |
| 1       | Francja        | 24512       |
| 2       | Szwecja        | 23427       |
| 3       | Finlandia      | 23156       |
| 4       | Włochy         | 22651       |
| 5       | Holandia       | 22343       |
| 6       | Czechosłowacja | 22158       |
| 7       | Belgia         | 21858       |
| 8       | Dania          | 20943       |

### Kobiety
| Pozycja | Reprezentacja | Wynik (pkt) |
| ------- | ------------- | ----------- |
| 1       | Finlandia     | 17474       |
| 2       | Polska        | 17043       |
| 3       | Szwajcaria    | 16686       |
| 4       | Szwecja       | 16610       |
| 5       | Włochy        | 16485       |
| 6       | Węgry         | 16189       |
| 7       | Belgia        | 15920       |

## Finał C
Zawody finału C przeprowadzono w hiszpańskim Madrycie.

### Mężczyźni
| Pozycja | Reprezentacja | Wynik (pkt) |
| ------- | ------------- | ----------- |
| 1       | Węgry         | 22221       |
| 2       | Irlandia      | 21805       |
| 3       | Hiszpania     | 21791       |
| 4       | Cypr          | 18372       |

### Kobiety
| Pozycja | Reprezentacja | Wynik (pkt) |
| ------- | ------------- | ----------- |
| 1       | Norwegia      | 15419       |
| 2       | Hiszpania     | 15360       |
| 3       | Dania         | 15157       |
| 4       | Grecja        | 14628       |
| 5       | Islandia      | 14386       |
| 6       | Irlandia      | 12292       |